# Седертельє (комуна)
Комуна Седертельє (швед. Södertälje kommun) — адміністративно-територіальна одиниця місцевого самоврядування, що розташована в лені Стокгольм у центральній Швеції.
Седертельє 167-а за величиною території комуна Швеції. Адміністративний центр комуни — місто Седертельє.

## Населення
Населення становить 89 473 чоловік (станом на січень 2013 року).
| Кількість населення комуни Седертельє за 1970-2010 роки | Кількість населення комуни Седертельє за 1970-2010 роки | Кількість населення комуни Седертельє за 1970-2010 роки | Кількість населення комуни Седертельє за 1970-2010 роки | Кількість населення комуни Седертельє за 1970-2010 роки |
| ------------------------------------------------------- | ------------------------------------------------------- | ------------------------------------------------------- | ------------------------------------------------------- | ------------------------------------------------------- |
| Рік                                                     |                                                         |                                                         | Населення                                               |                                                         |
| 1970                                                    | 1970                                                    |                                                         | 74 409                                                  | 74 409                                                  |
| 1975                                                    | 1975                                                    |                                                         | 77 811                                                  | 77 811                                                  |
| 1980                                                    | 1980                                                    |                                                         | 79 771                                                  | 79 771                                                  |
| 1985                                                    | 1985                                                    |                                                         | 79 642                                                  | 79 642                                                  |
| 1990                                                    | 1990                                                    |                                                         | 81 674                                                  | 81 674                                                  |
| 1995                                                    | 1995                                                    |                                                         | 82 178                                                  | 82 178                                                  |
| 2000                                                    | 2000                                                    |                                                         | 77 308                                                  | 77 308                                                  |
| 2005                                                    | 2005                                                    |                                                         | 80 533                                                  | 80 533                                                  |
| 2010                                                    | 2010                                                    |                                                         | 85 758                                                  | 85 758                                                  |
| Джерело: SCB                                            |                                                         |                                                         |                                                         |                                                         |

## Населені пункти
Комуні підпорядковано 12 міських поселень (tätort) та низка сільських, більші з яких:
- Седертельє (Södertälje)
- Екебю (Ekeby)
- Ґнеста (Gnesta)
- Геле (Hölö)
- Єрна (Järna)
- Мельнбу (Mölnbo)
- Персгаґен (Pershagen)
- Туна (Tuna)

## Міста побратими
Комуна підтримує побратимські контакти з такими муніципалітетами:
- Комуна Сарпсборг, Норвегія
- Форсса, Фінляндія
- Струер, Данія
- Пярну, Естонія
- Анже, Франція

## Галерея

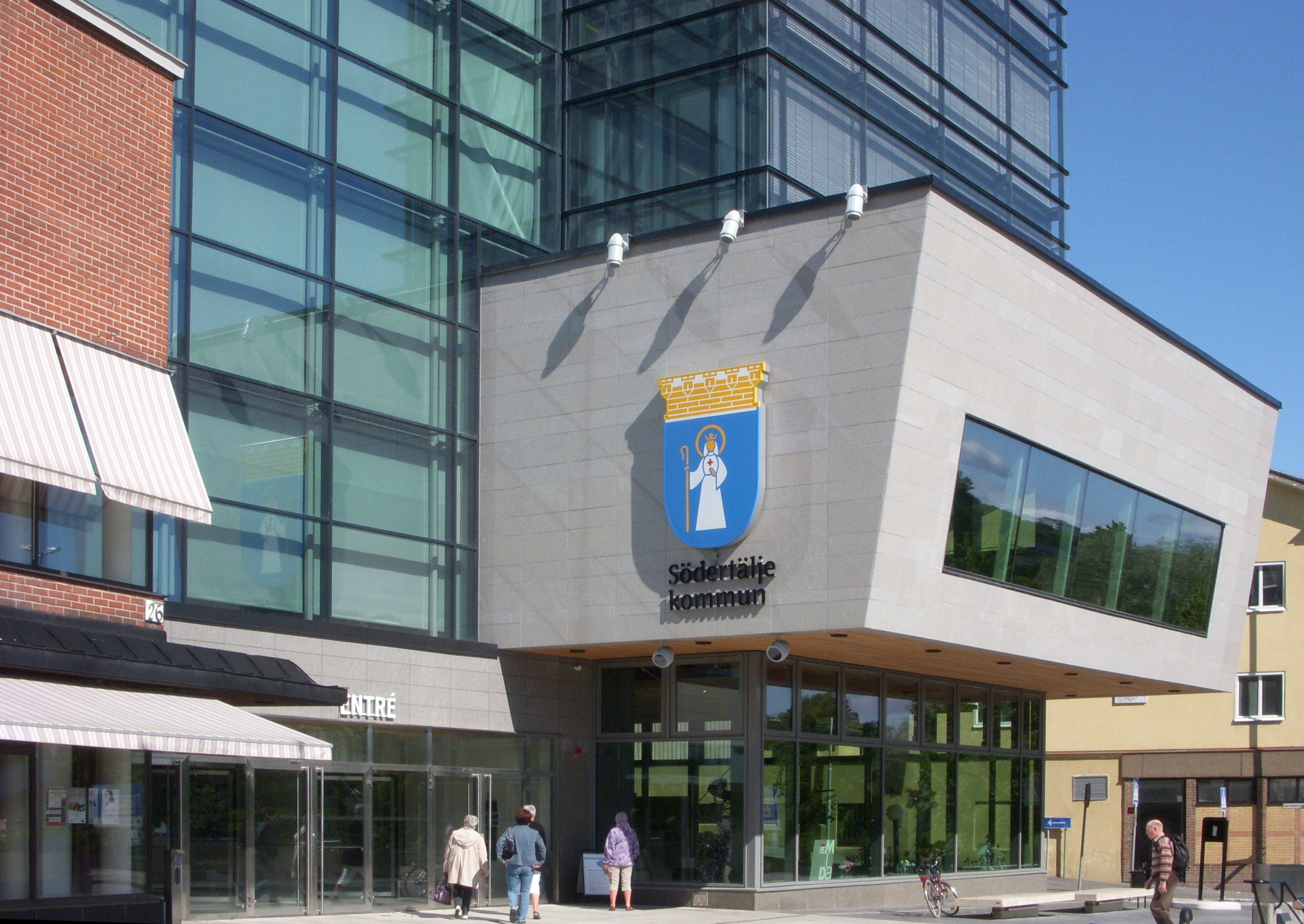
Управа комуни (Седертельє)
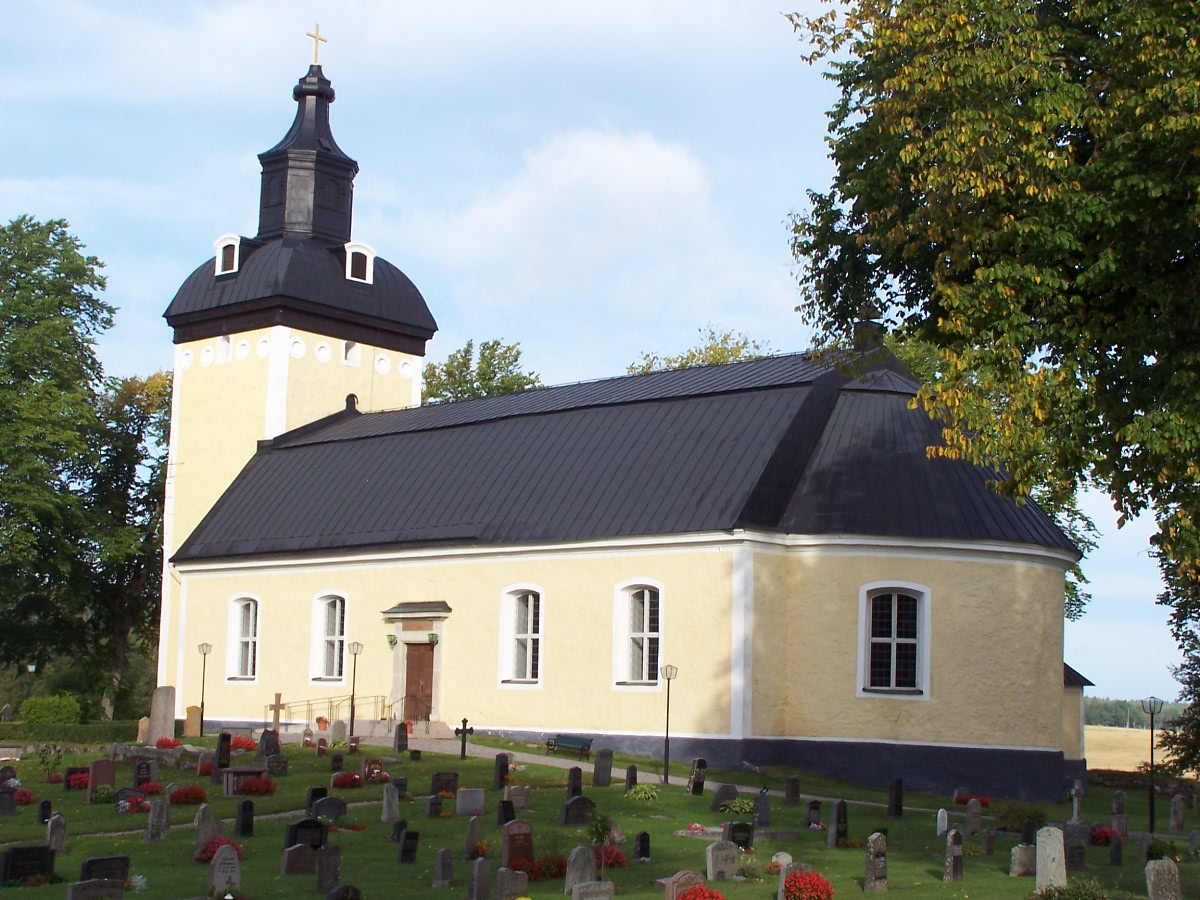
Церква (Геле)
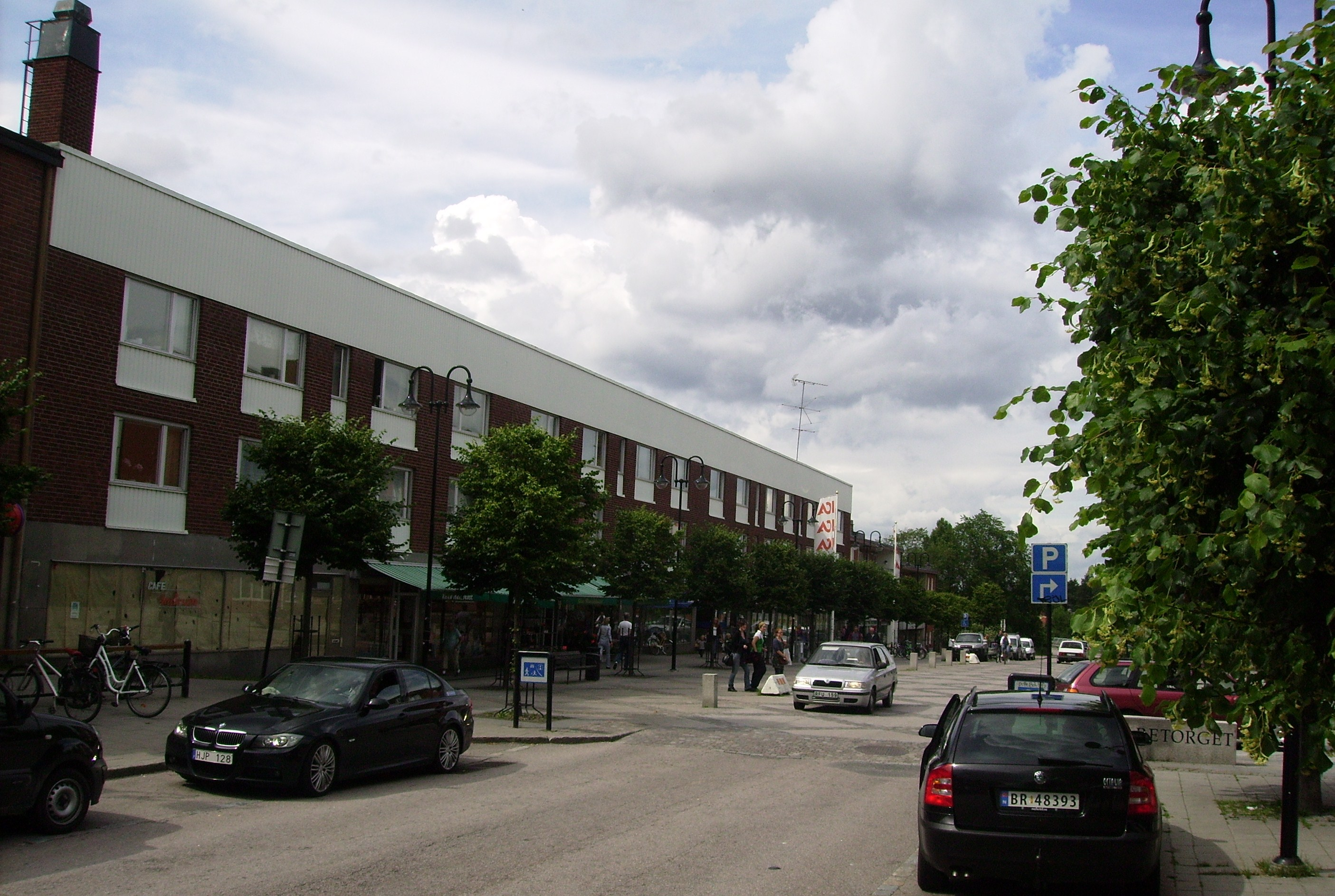
Містечко Єрна
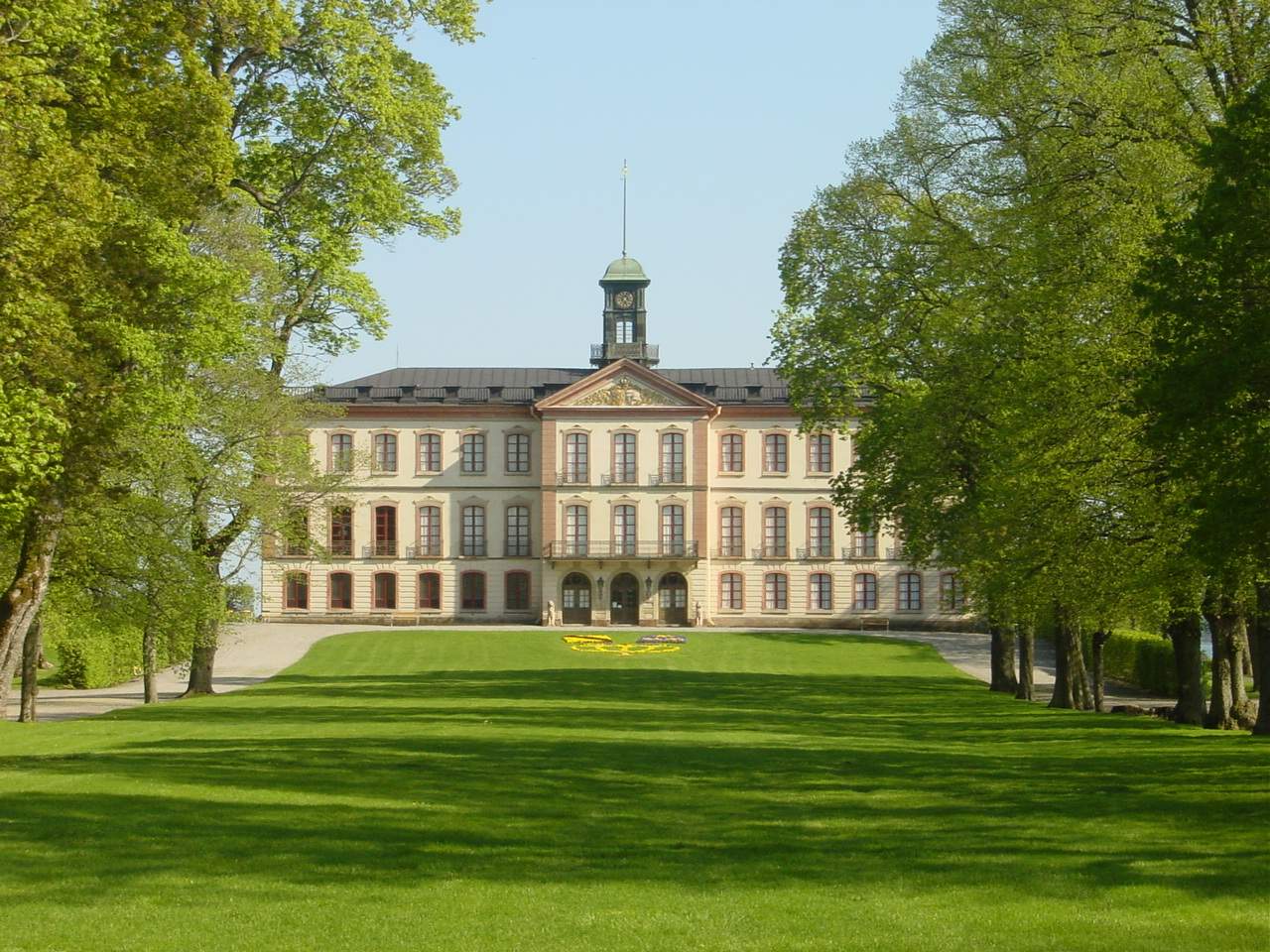
Замок Тулльґарн

## Виноски
1. ↑  Andersson P. Sveriges kommunindelning 1863-1993 — Mjölby: Draking, 1993. — 132 с. — ISBN 978-91-87784-05-7
2. ↑  Politisk styrning — комуна Седертельє.
3. ↑  Folkmangd i riket, lan och kommuner (шв.) . Центральне бюро статистики Швеції. Архів оригіналу за 20 серпня 2013. Процитовано 27 лютого 2013.